# École nationale vétérinaire, agroalimentaire et de l’alimentation, Nantes-Atlantique
Die École nationale vétérinaire, agroalimentaire et de l'alimentation, Nantes-Atlantique (Oniris) ist eine französische Bildungseinrichtung. Sie wurde am 1. Januar 2010 in Nantes in der Region Pays de la Loire eröffnet und arbeitet unter der Aufsicht des Landwirtschaftsministeriums.
Oniris ist das Ergebnis der Fusion der 1979 gegründeten Nationalen Veterinärschule von Nantes und der 1974 gegründeten Nationalen Schule für Agrar- und Lebensmitteltechnik von Nantes.
Sie ist eines von vier französischen nationalen grandes écoles, die Tierärzte ausbilden. Sie bildet auch Agrar- und Ernährungsingenieure aus.